# Florine de Leymarie
Florine de Leymarie (Moûtiers, 8 maggio 1981) è un'ex sciatrice alpina francese.

## Biografia
Slalomista pura originaria di Pralognan-la-Vanoise e attiva in gare FIS dal dicembre del 1998, Florine de Leymarie debuttò in Coppa Europa il 7 febbraio 2000 sul tracciato di Sonthofen in slalom speciale, senza completare la prova, e nel 2001 partecipò ai Mondiali juniores di Verbier, ottenendo il 12º posto. Il 17 dicembre 2002 conquistò il suo primo podio in Coppa Europa, vincendo lo slalom speciale di Špindlerův Mlýn, e pochi giorni dopo, il 22 dicembre a Lenzerheide, prese parte per la prima volta a una prova di Coppa del Mondo, senza qualificarsi per la seconda manche. Il 2 dicembre 2004, a Åre vinse la sua seconda e ultima gara in Coppa Europa e il giorno successivo conquistò l'ultimo podio nel circuito, nella medesima località (3ª).
Convocata nel 2005 per i Mondiali di Bormio/Santa Caterina Valfurva, la sciatrice francese ottenne il 15º posto; l'anno seguente fu selezionata anche per i XX Giochi olimpici invernali di Torino 2006, sua unica presenza olimpica, riuscendo a piazzarsi all'11º posto. L'ultima sua partecipazione a una manifestazione iridata fu a Åre 2007 dove chiuse 22ª. Prese per l'ultima volta il via in Coppa del Mondo il 7 marzo 2009 a Ofterschwang, senza qualificarsi per la seconda manche, e si ritirò al termine della stagione 2009-2010; la sua ultima gara in carriera fu lo slalom speciale di Campionati francesi 2010, disputato il 21 marzo a Les Menuires e chiuso dalla de Leymarie al 23º posto.

## Palmarès

### Coppa del Mondo
- Miglior piazzamento in classifica generale: 37ª nel 2007

#### Coppa del Mondo - gare a squadre
- 1 podio:
  - 1 terzo posto

### Coppa Europa
- Miglior piazzamento in classifica generale: 27ª nel 2003
- 4 podi:
  - 2 vittorie
  - 2 terzi posti

#### Coppa Europa - vittorie
| Data             | Località        | Paese     | Specialità |
| ---------------- | --------------- | --------- | ---------- |
| 17 dicembre 2002 | Špindlerův Mlýn | Rep. Ceca | SL         |
| 2 dicembre 2004  | Åre             | Svezia    | SL         |

Legenda:

SL = slalom speciale

### Australia New Zealand Cup
- Miglior piazzamento in classifica generale: 27ª nel 2010
- Vincitrice della classifica di slalom speciale nel 2010
- 3 podi:
  - 1 vittoria
  - 2 terzi posti

#### Australia New Zealand Cup - vittorie
| Data           | Località     | Paese         | Specialità |
| -------------- | ------------ | ------------- | ---------- |
| 30 agosto 2009 | Coronet Peak | Nuova Zelanda | SL         |

Legenda:

SL = slalom speciale

### Campionati francesi
- 3 medaglie[1]:
  - 1 argento (slalom speciale nel 2007)
  - 2 bronzi (slalom speciale nel 2004; slalom speciale nel 2005)